# 犬小屋の世界
犬小屋の世界（いぬごやのせかい）は、2002年12月よりGクリエイターズ（ゴンゾロッソ）マクセルギガシアターにて公開されたFlashアニメ。
空の使いによって犬小屋ごと連れ去られた犬たちは、犬小屋で空を飛ぶという力を授かり、空や海、宇宙と縦横無尽に空のおさんぽへと繰り出す。
2006年12月に続編の「犬小屋の世界II」、2007年12月に「犬小屋の世界mini」が公開される。2009年ギガシアターの終了に伴い、引き続きYoutubeでも公開されている。